# Atletik under sommer-OL 2020 - 1500 meter løb (damer)
Kvindernes 1500 meter ved sommer-OL 2020 i Tokyo blev afholdt på Japans nationalstadion mellem 2. og 6. august 2021.

## Resultater

### Indledende runde
Kvalifikationsregler: De første seks i hvert heat (Q) og de hurtigste seks ellers (q) kvalificerede sig til semifinalerne.semifinalene.

#### Heat 1
| Placering | Udøvere                  | Nation         | Tid     | Kommentarer |
| --------- | ------------------------ | -------------- | ------- | ----------- |
| 1         | Gabriela DeBues-Stafford | Canada         | 4.03,70 | Q           |
| 2         | Laura Muir               | Storbritannien | 4.03,89 | Q           |
| 3         | Winny Chebet             | Kenya          | 4.03,93 | Q           |
| 4         | Sara Kuivisto            | Finland        | 4.04,10 | Q, NR       |
| 5         | Freweyni Hailu           | Etiopien       | 4.04,12 | Q           |
| 6         | Kristiina Mäki           | Tjekkiet       | 4.04,55 | Q, PB       |
| 7         | Marta Pérez              | Spanien        | 4.04,76 | q, PB       |
| 8         | Cory McGee               | USA            | 4.05,15 | q           |
| 9         | Elise Vanderelst         | Belgien        | 4.05,63 | q           |
| 10        | Ciara Mageean            | Irland         | 4.07,29 |             |
| 11        | Federica Del Buono       | Italien        | 4.07,70 | SB          |
| 12        | Laura Galván             | Mexico         | 4.08,15 |             |
| 13        | Salomé Afonso            | Portugal       | 4.10,80 |             |
| 14        | Georgia Griffith         | Australien     | 4.14,43 | SB          |
| 15        | Hanna Klein              | Tyskland       | 4.14,83 |             |

#### Heat 2
| Placering | Udøvere                 | Nation                   | Tid            | Kommentarer |
| --------- | ----------------------- | ------------------------ | -------------- | ----------- |
| 1         | Sifan Hassan            | Holland                  | 4.05,17        | Q           |
| 2         | Jessica Hull            | Australien               | 4.05,28        | Q           |
| 3         | Elle Purrier St. Pierre | USA                      | 4.05,34        | Q           |
| 4         | Gaia Sabbatini          | Italien                  | 4.05,41        | Q           |
| 5         | Lemlem Hailu            | Etiopien                 | 4.05,49 (,485) | Q           |
| 6         | Diana Mezuliáníková     | Tjekkiet                 | 4.05,49 (,490) | Q, PB       |
| 7         | Revée Walcott-Nolan     | Storbritannien           | 4.06,23        | PB          |
| 8         | Esther Guerrero         | Spanien                  | 4.07,08        |             |
| 9         | Ran Urabe               | Japan                    | 4.07,90        | PB          |
| 10        | Natalia Hawthorn        | Canada                   | 4.08,04        |             |
| 11        | Claudia Bobocea         | Rumænien                 | 4.09,19        |             |
| 12        | Edinah Jebitok          | Kenya                    | 4.10,72        | qR          |
| 13        | Aisha Praught-Leer      | Jamaica                  | 4.15,31        |             |
| 14        | Anjelina Lohalith       | Olympiske flygtningehold | 4.31,65        | PB          |
| 15        | María Pía Fernández     | Uruguay                  | 4.59,36        |             |

#### Heat 3
| Placering | Udøvere            | Nation         | Tid     | Kommentarer |
| --------- | ------------------ | -------------- | ------- | ----------- |
| 1         | Faith Kipyegon     | Kenya          | 4.01,40 | Q           |
| 2         | Winnie Nanyondo    | Uganda         | 4.02,24 | Q           |
| 3         | Linden Hall        | Australien     | 4.02,27 | Q           |
| 4         | Nozomi Tanaka      | Japan          | 4.02,33 | Q, NR       |
| 5         | Heather MacLean    | USA            | 4.02,40 | Q           |
| 6         | Katie Snowden      | Storbritannien | 4.02,77 | Q, PB       |
| 7         | Lucia Stafford     | Canada         | 4.03,52 | q, PB       |
| 8         | Martyna Galant     | Polen          | 4.05,03 | q, PB       |
| 9         | Caterina Granz     | Tyskland       | 4.06,22 | q, SB       |
| 10        | Marta Pen          | Portugal       | 4.07,33 | qJ          |
| 11        | Sarah Healy        | Irland         | 4.09,78 |             |
| 12        | Diribe Welteji     | Etiopien       | 4.10,25 |             |
| 13        | Simona Vrzalová    | Tjekkiet       | 4.19,46 |             |
| —         | Souhra Ali Mohamed | Djibouti       | DNF     |             |
| —         | Rababe Arafi       | Marokko        | DNF     |             |

### Semifinaler
Kvalifikationsregler: De fem første i hvert heat (Q) og de to hurtigste ellers (q) Kvalifiserte til finalen.

#### Semifinale 1
| Placering | Udøvere                  | Nation         | Tid     | Kommentarer |
| --------- | ------------------------ | -------------- | ------- | ----------- |
| 1         | Faith Kipyegon           | Kenya          | 3.56,80 | Q           |
| 2         | Freweyni Hailu           | Etiopien       | 3.57,54 | Q           |
| 3         | Gabriela DeBues-Stafford | Canada         | 3.58,28 | Q, SB       |
| 4         | Jessica Hull             | Australien     | 3.58,81 | Q, AR       |
| 5         | Nozomi Tanaka            | Japan          | 3.59,19 | Q, NR       |
| 6         | Elle Purrier St. Pierre  | USA            | 4.01,00 | q           |
| 7         | Kristiina Mäki           | Tjekkiet       | 4.01,23 | q, NR       |
| 8         | Gaia Sabbatini           | Italien        | 4.02,25 | PB          |
| 9         | Katie Snowden            | Storbritannien | 4.02,93 |             |
| 10        | Martyna Galant           | Polen          | 4.06,01 |             |
| 11        | Cory McGee               | USA            | 4.10,39 | qR          |
| 12        | Caterina Granz           | Tyskland       | 4.10,93 |             |
| 13        | Winny Chebet             | Kenya          | 4.11,62 |             |

#### Semifinale 2
| Placering | Udøvere             | Nation         | Tid     | Kommentarer |
| --------- | ------------------- | -------------- | ------- | ----------- |
| 1         | Sifan Hassan        | Holland        | 4.00,23 | Q           |
| 2         | Laura Muir          | Storbritannien | 4.00,73 | Q           |
| 3         | Linden Hall         | Australien     | 4.01,37 | Q           |
| 4         | Winnie Nanyondo     | Uganda         | 4.01,64 | Q           |
| 5         | Marta Pérez         | Spanien        | 4.01,69 | Q, PB       |
| 6         | Lucia Stafford      | Canada         | 4.02,12 | PB          |
| 7         | Sara Kuivisto       | Finland        | 4.02,35 | NR          |
| 8         | Diana Mezuliáníková | Tjekkiet       | 4.03,70 | PB          |
| 9         | Lemlem Hailu        | Etiopien       | 4.03,76 |             |
| 10        | Marta Pen           | Portugal       | 4.04,15 | SB          |
| 11        | Elise Vanderelst    | Belgien        | 4.04,86 |             |
| 12        | Heather MacLean     | USA            | 4.05,33 |             |
| 13        | Edinah Jebitok      | Kenya          | 4.05,56 |             |

### Finale
Resultatene var som følger:
| Placering | Udøvere                   | Nation         | Tid     | Kommentarer |
| --------- | ------------------------- | -------------- | ------- | ----------- |
| 1         | Faith Kipyegon            | Kenya          | 3.53,11 | OR          |
| 2         | Laura Muir                | Storbritannien | 3.54,50 | NR          |
| 3         | Sifan Hassan              | Holland        | 3.55,86 |             |
| 4         | Freweyni Hailu            | Etiopien       | 3.57,60 |             |
| 5         | Gabriela DeBues-Stafford  | Canada         | 3.58,93 |             |
| 6         | Linden Hall               | Australien     | 3.59,01 | PB          |
| 7         | Winnie Nanyondo           | Uganda         | 3.59,80 | SB          |
| 8         | Nozomi Tanaka             | Japan          | 3.59,95 |             |
| 9         | Marta Pérez               | Spanien        | 4.00,12 | PB          |
| 10        | Elinor Purrier St. Pierre | USA            | 4.01,75 |             |
| 11        | Jessica Hull              | Australien     | 4.02,63 |             |
| 12        | Cory McGee                | USA            | 4.05,50 |             |
| 13        | Kristiina Mäki            | Tjekkiet       | 4.11,76 |             |